# Verrie
Pour l’article homonyme, voir La Verrie.
Verrie est une commune française située dans le département de Maine-et-Loire, en région Pays de la Loire.

## Géographie

### Localisation
Commune angevine du Saumurois, Verrie se situe au nord de Rou-Marson, sur la route D 161, Louerre / Saint-Hilaire-Saint-Florent. Saumur se trouve à 8 km à l'est.

### Climat
Pour des articles plus généraux, voir Climat des Pays de la Loire et Climat de Maine-et-Loire.
En 2010, le climat de la commune est de type climat océanique altéré, selon une étude du CNRS s'appuyant sur une série de données couvrant la période 1971-2000. En 2020, Météo-France publie une typologie des climats de la France métropolitaine dans laquelle la commune est exposée à un climat océanique et est dans la région climatique Moyenne vallée de la Loire, caractérisée par une bonne insolation (1 850 h/an) et un été peu pluvieux.
Pour la période 1971-2000, la température annuelle moyenne est de 11,6 °C, avec une amplitude thermique annuelle de 14,3 °C. Le cumul annuel moyen de précipitations est de 599 mm, avec 11 jours de précipitations en janvier et 5,9 jours en juillet. Pour la période 1991-2020, la température moyenne annuelle observée sur la station météorologique de Météo-France la plus proche, « Mont-Bellay-Inra », dans la commune de Montreuil-Bellay à 15 km à vol d'oiseau, est de 12,8 °C et le cumul annuel moyen de précipitations est de 616,3 mm,. Pour l'avenir, les paramètres climatiques de la commune estimés pour 2050 selon différents scénarios d'émission de gaz à effet de serre sont consultables sur un site dédié publié par Météo-France en novembre 2022.

## Urbanisme

### Typologie
Au 1er janvier 2024, Verrie est catégorisée commune rurale à habitat dispersé, selon la nouvelle grille communale de densité à sept niveaux définie par l'Insee en 2022.
Elle est située hors unité urbaine. Par ailleurs la commune fait partie de l'aire d'attraction de Saumur, dont elle est une commune de la couronne,. Cette aire, qui regroupe 31 communes, est catégorisée dans les aires de 50 000 à moins de 200 000 habitants,.

### Occupation des sols
L'occupation des sols de la commune, telle qu'elle ressort de la base de données européenne d’occupation biophysique des sols Corine Land Cover (CLC), est marquée par l'importance des forêts et milieux semi-naturels (55,2 % en 2018), une proportion sensiblement équivalente à celle de 1990 (56 %). La répartition détaillée en 2018 est la suivante : 
forêts (55,2 %), terres arables (33,5 %), zones agricoles hétérogènes (6,7 %), prairies (2 %), espaces verts artificialisés, non agricoles (1,8 %), eaux continentales (0,9 %). L'évolution de l’occupation des sols de la commune et de ses infrastructures peut être observée sur les différentes représentations cartographiques du territoire : la carte de Cassini (XVIIIe siècle), la carte d'état-major (1820-1866) et les cartes ou photos aériennes de l'IGN pour la période actuelle (1950 à aujourd'hui).

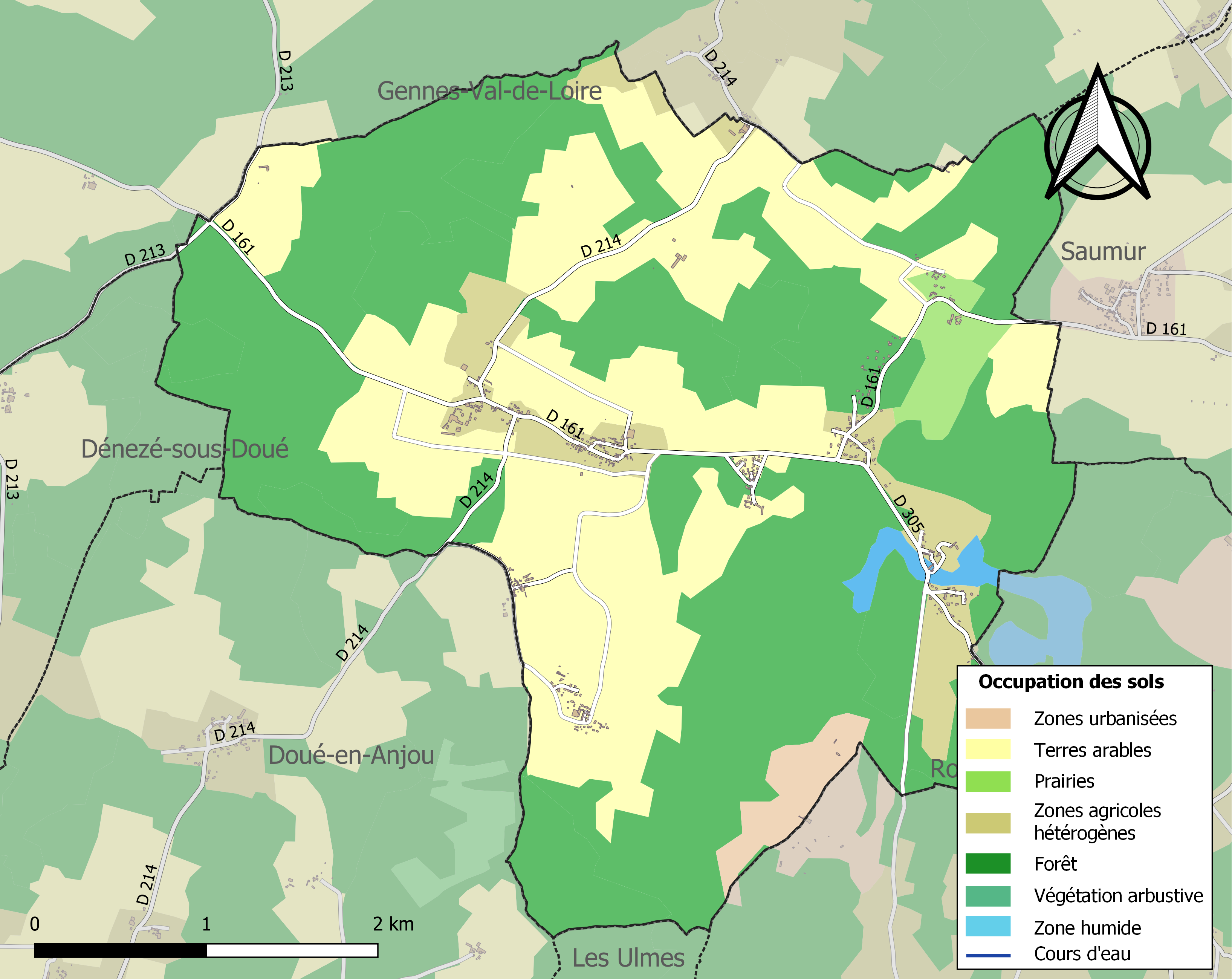
Carte des infrastructures et de l'occupation des sols de la commune en 2018 (CLC).

## Toponymie
Verreia villa en 1026, Verri au XIe siècle.

## Histoire
Au Moyen Âge, l'abbaye de Saint-Florent possède la seigneurie en raison de son prieuré. À la fin de l'Ancien Régime, Verrie dépend de l'archiprêtré et de l'élection de Saumur.

## Politique et administration

### Administration municipale
| Période                                  | Période                                          | Identité              | Étiquette      | Qualité                                          |
| ---------------------------------------- | ------------------------------------------------ | --------------------- | -------------- | ------------------------------------------------ |
| janvier 1793                             | brumaire an VII                                  | Urbain-Louis Douet    |                | Maréchal en œuvres blanches puis agent municipal |
| pluviôse an VI                           | fructidor an VIII                                | Louis Besnard         |                | Agent municipal                                  |
| fructidor an VIII                        | nivôse an X                                      | Michel-Pierre Bouchet |                | Curé assermenté                                  |
| ...                                      | 15 fructidor an X (2 septembre 1802) (démission) | Dubois                |                |                                                  |
| 20 fructidor an X (7 septembre 1802)     |                                                  | Nicolas Perré         |                |                                                  |
| 29 octobre 1808                          | 8 avril 1812 (décès)                             | Urbain Douet          |                |                                                  |
| 13 avril 1812                            |                                                  | Pierre Razin          |                |                                                  |
| 17 novembre 1815                         |                                                  | Léon                  |                |                                                  |
| 10 septembre 1816                        |                                                  | P. Razin              |                |                                                  |
| 14 mai 1822                              | 28 août 1865 (décès)                             | Auguste-Louis Boivin  |                |                                                  |
| 1865                                     |                                                  | Jean Razin            |                |                                                  |
| 1881                                     |                                                  | Joseph Fermet         |                |                                                  |
| 1884                                     |                                                  | Louis Ollivier        |                |                                                  |
| 11 juillet 1897                          |                                                  | Louis Fresneau        |                |                                                  |
| 28 septembre 1902                        | 1946                                             | Louis Cuvert          |                |                                                  |
| 1904                                     |                                                  | Jean Bigot            |                |                                                  |
| 1925                                     | 1946                                             | Alphonse Effray       |                |                                                  |
| 1946                                     | 1947                                             | Auguste Effray        |                |                                                  |
| 1947                                     | 1983                                             | Louis Effray          |                |                                                  |
| mars 1983                                | 2001                                             | Kléber Gourbillaud    |                |                                                  |
| mars 2001                                | 2008                                             | Monique Edouard       | sans étiquette |                                                  |
| mars 2008                                | mars 2014                                        | Aline Bellanger       |                |                                                  |
| mars 2014                                | juillet 2018 (démission)                         | Yvan Chevalier        |                |                                                  |
| 6 août 2018                              | En cours (au 2 juin 2020)                        | Gilles Bardin,        | sans étiquette | Cariste                                          |
| Les données manquantes sont à compléter. |                                                  |                       |                |                                                  |

### Intercommunalité
La commune est membre de la communauté d'agglomération Saumur Val de Loire, elle-même membre du syndicat mixte Pays Saumurois.

## Population et société

### Démographie

#### Évolution démographique
L'évolution du nombre d'habitants est connue à travers les recensements de la population effectués dans la commune depuis 1793. Pour les communes de moins de 10 000 habitants, une enquête de recensement portant sur toute la population est réalisée tous les cinq ans, les populations de référence des années intermédiaires étant quant à elles estimées par interpolation ou extrapolation. Pour la commune, le premier recensement exhaustif entrant dans le cadre du nouveau dispositif a été réalisé en 2006.

En 2022, la commune comptait 459 habitants, en évolution de −3,97 % par rapport à 2016 (Maine-et-Loire : +2,12 %, France hors Mayotte : +2,11 %).
| 1793 | 1800 | 1806 | 1821 | 1831 | 1836 | 1841 | 1846 | 1851 |
| ---- | ---- | ---- | ---- | ---- | ---- | ---- | ---- | ---- |
| 193  | 201  | 234  | 256  | 287  | 348  | 330  | 308  | 303  |

| 1856 | 1861 | 1866 | 1872 | 1876 | 1881 | 1886 | 1891 | 1896 |
| ---- | ---- | ---- | ---- | ---- | ---- | ---- | ---- | ---- |
| 311  | 266  | 295  | 323  | 334  | 350  | 332  | 315  | 292  |

| 1901 | 1906 | 1911 | 1921 | 1926 | 1931 | 1936 | 1946 | 1954 |
| ---- | ---- | ---- | ---- | ---- | ---- | ---- | ---- | ---- |
| 284  | 275  | 294  | 279  | 276  | 261  | 235  | 231  | 201  |

| 1962 | 1968 | 1975 | 1982 | 1990 | 1999 | 2006 | 2011 | 2016 |
| ---- | ---- | ---- | ---- | ---- | ---- | ---- | ---- | ---- |
| 217  | 211  | 236  | 319  | 369  | 388  | 416  | 443  | 478  |

| 2021 | 2022 | - | - | - | - | - | - | - |
| ---- | ---- | - | - | - | - | - | - | - |
| 466  | 459  | - | - | - | - | - | - | - |

#### Pyramide des âges
La population de la commune est relativement jeune.
En 2018, le taux de personnes d'un âge inférieur à 30 ans s'élève à 29,8 %, soit en dessous de la moyenne départementale (37,2 %). À l'inverse, le taux de personnes d'âge supérieur à 60 ans est de 24,8 % la même année, alors qu'il est de 25,6 % au niveau départemental.
En 2018, la commune compte 250 hommes pour 228 femmes, soit un taux de 52,3 % d'hommes, largement supérieur au taux départemental (48,63 %).
Les pyramides des âges de la commune et du département s'établissent comme suit.
| Hommes | Classe d’âge | Femmes |
| ------ | ------------ | ------ |
| 0,4    | 90 ou +      | 0,0    |
| 4,9    | 75-89 ans    | 6,3    |
| 18,4   | 60-74 ans    | 19,7   |
| 27,3   | 45-59 ans    | 26,9   |
| 17,5   | 30-44 ans    | 19,0   |
| 12,2   | 15-29 ans    | 15,2   |
| 19,2   | 0-14 ans     | 12,8   |

| Hommes | Classe d’âge | Femmes |
| ------ | ------------ | ------ |
| 0,9    | 90 ou +      | 2,1    |
| 7      | 75-89 ans    | 9,5    |
| 16,2   | 60-74 ans    | 16,9   |
| 19,4   | 45-59 ans    | 18,7   |
| 18,2   | 30-44 ans    | 17,5   |
| 18,8   | 15-29 ans    | 17,6   |
| 19,5   | 0-14 ans     | 17,6   |

## Économie
Sur 38 établissements présents sur le territoire de la commune à fin 2010, 45 % relèvent du secteur de l'agriculture (pour une moyenne de 17 % dans le département), aucun du secteur de l'industrie, 18 % du secteur de la construction, 24 % de celui du commerce et des services et 13 % du secteur de l'administration et de la santé. Fin 2015, sur les 17 établissements actifs, 24 % relèvent du secteur de l'agriculture (pour 11 % dans le département), aucun du secteur de l'industrie, 24 % du secteur de la construction, 18 % de celui du commerce et des services et 35 % du secteur de l'administration et de la santé.

## Culture locale et patrimoine
Lieux et monuments :
- L'église Saint-André inscrite aux Monuments historiques[29].
- L'hippodrome de Verrie situé sur les communes de Verrie et Rou-Marson.